# Churumuco de Morelos
Churumuco de Morelos är en kommunhuvudort i Mexiko.   Den ligger i kommunen Churumuco och delstaten Michoacán de Ocampo, i den södra delen av landet, 280 km väster om huvudstaden Mexico City. Churumuco de Morelos ligger 201 meter över havet och antalet invånare är 4 265.
Terrängen runt Churumuco de Morelos är huvudsakligen kuperad, men västerut är den platt. Runt Churumuco de Morelos är det glesbefolkat, med 15 invånare per kvadratkilometer. Churumuco de Morelos är det största samhället i trakten. I omgivningarna runt Churumuco de Morelos växer huvudsakligen savannskog.